# Sundski otoci
Sundski otoci (često i Sundsko otočje) skupina su otoka koja se prostire na ogromnoj površini Jugoistočne Azije i Malajskog poluotoka. Grupa ima tri vrlo velika i više tisuća manjih i vrlo malenih otoka. Pretežni dio politički pripada Indoneziji. Sjeverni dio Bornea odnosno Kalimantana većim dijelom je dio Malezije, dok je na manjem dijelu država Brunej. Na istočnoj polovini Timora nalazi se od 2002. nova, nezavisna država Istočni Timor.
U zemljopisu se za ove otoke često koristi i naziv Malajsko otočje. To je u vrijeme ledenog doba - kad je morska razina bila niža oko 100 m od današnje - bio dijelom neprekinuti planinski lanac i kopneni most do Azije. U smjeru od istoka prema zapadu otočje je podijeljeno na dva vrlo različita dijela.
Velike Sundske otoke čine Sumatra na zapadu, nasuprot Malajskog poluotoka, zatim Java, glavni Indonezijski otok, divovski Borneo, treći otok po veličini na zemlji, te Sulawesi. 
Mali Sundski otoci se nadovezuju dalje prema istoku od Jave, a čine ih Bali, Lombok, Sumbawa, Flores i drugi sve do Timora i otočnog niza koji se pruža sve do obale Nove Gvineje, kao i sjeverno od njih raštrkana grupa Molučkih otoka.
Svi veliki kao i većina malih sundskih otoka okruženi su vijencem malenih otoka i otočića. 
Između otoka se, prstenasto oko Bornea i Sulawesija, prostiru mora, čija dubina seže do 600 m:
- Južno kinesko i Javansko more, sjeverozapadno i južno od Bornea;
- Celebesko, Floresko, Bandsko i Molučko more
- dalje prema jugoistoku su Timorsko more (prema Australiji), te Arafursko i Ceresko more zapadno od Nove Gvineje.